# Castelnuovo (Crema)
Castelnuovo (Le Quàde in dialetto cremasco) è un quartiere suburbano di Crema, posto a est della città, oltre il fiume Serio, lungo la strada per Cremona.

## Storia

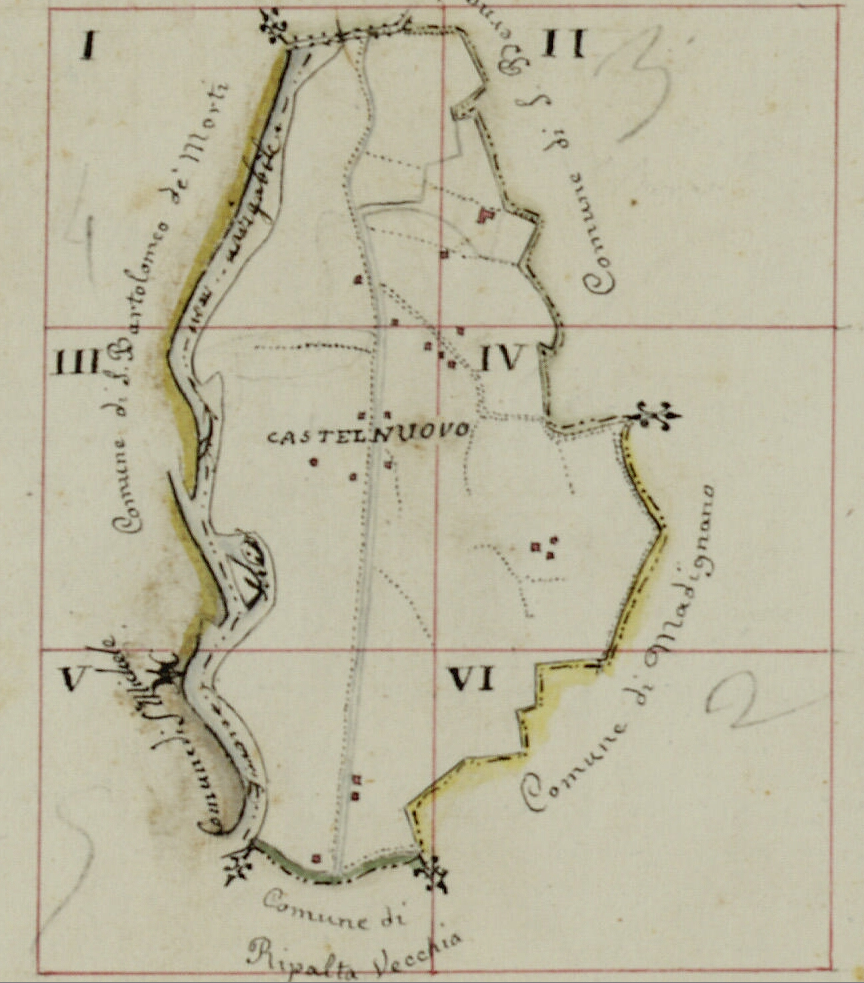
Il comune di Castelnuovo, estratto dalla Mappa originale del Comune censuario di Castelnuovo, anni 1832-1852, conservata presso l'Archivio di Stato di Milano.

La prima attestazione del nome risale al 1140 in un documento, giunto in copia trecentesca, nel quale il Conte di Offanengo Manfredo viene investito a Bergamo delle terre possedute dal vescovo Gregorio nelle curtis di Offanengo Maggiore, Offanengo Minore e Castelnuovo.
Secondo Bernardo Zanini questo “Castelnuovo” non sarebbe da identificarsi con l'attuale area sulla riva sinistra del Serio che in tempi antichi era di pertinenza di Offanengo Minore e dove sorgeva una chiesa intitolata all'apostolo Giovanni: il toponimo avrebbe identificato in origine il territorio compreso tra Porta Ripalta e Porta Serio, tra le mura cittadine e il fiume. Anche l'interpretazione dei nomi citati in un inventario dei beni del monastero di San Benedetto, datato 1350, secondo Zanini confermerebbe questa ipotesi. 
Si sottolinea, tuttavia, che popolarmente il quartiere è spesso denominato Le Quade che, secondo molti autori, deriverebbe dal nome di una cascina posta in prossimità di un guado che metteva in comunicazione la strada per Cremona con la cascina Dosso Morone.
Lo Zanini, ad ogni modo, ricorda la presenza di un guado collocato pressappoco nell'area del tiro a segno, che nel medioevo e ancora nel XVI secolo metteva in comunicazione le due rive del fiume.
Dal punto di vista spirituale, l'area, in antico sotto la cura dei monaci di San Benedetto, fu unita a Ripalta Vecchia nel 1590, quindi a San Bernardino nel 1594.
Un decreto del 1809 lo collocava come aggregato a Crema ma aveva già riottenuto la propria autonomia nel 1816.
Nel 1862 assunse la denominazione di “Castelnuovo Cremasco”, ma solo dopo pochi anni, nel 1869 venne aggregato al Comune di San Bernardino. Quest'ultimo ente fu, infine, unito a Crema nel 1928.
Il 19 marzo 1943 monsignor Francesco Maria Franco istituì la parrocchia del Cuore Immacolato di Maria mentre nella prima metà degli anni cinquanta fu commissionato all'architetto Amos Edallo il progetto della nuova chiesa più rispondente alle esigenze di una popolazione in crescita; fu completata nel 1958.

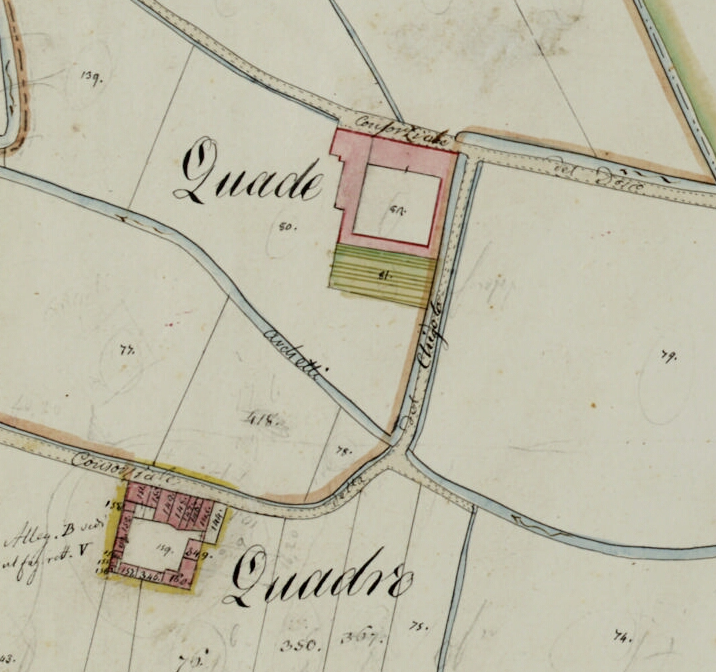
Estratto del foglio 2 della Mappa originale del Comune censuario di Castelnuovo, anni 1832-1852, conservata presso l'Archivio di Stato di Milano, con la cascina Quade, collocata tra la Strada consorziale del Dosso Morone (oggi via Dosso Morone) e la Strada consorziale detta del Chiesolo, oggi via Valsecchi

## Monumenti e luoghi di interesse

### Architetture religiose
- Chiesa parrocchiale del Cuore Immacolato di Maria, costruita tra il 1954 e il 1958 su progetto di Amos Edallo[10].
- Oratorio di San Bartolomeo, edificato nel 1708[11].
- Cappella dei Morti del Serio, luogo di sepoltura di due soldati ungheresi condannati a morte nel 1841[12].

### Architetture civili
- Villa Giordana a Cà delle Mosche, ampio cascinale con casa di villeggiatura forse di origini settecentesche ma rimaneggiata nella prima metà dell'Ottocento[13].
- Villa Vailati, della prima metà del XIX secolo[14].
- Villa Bremaschi - Vailati, del XVIII secolo[11].

### Altro
- Poligono di tiro a segno, inaugurato da Giuseppe Garibaldi nel 1862[15].
- Impianto di sollevamento. Serie di edifici progettata dall'ingegner Giovanni Vialli per pescare acqua dal fiume Serio con il fine di alimentare la roggia Borromea (1929)[16].

### Aree naturali
- Tutta l'area prossima al fiume è protetta dal Parco del Serio.
- Il bosco di Ca' delle Mosche: nel 1997 è iniziata una riconversione di un vasto appezzamento agricolo di otto ettari, a cura di Franco Giordana, col fine di ricreare un bosco con specie botaniche autoctone della Pianura Padana[17].

## Cultura

### Istruzione

#### Scuole
Nel quartiere sorgono due scuole statali: una scuola dell'infanzia e una scuola primaria intitolata a Francesco Taverna.

## Gallerie fotografiche

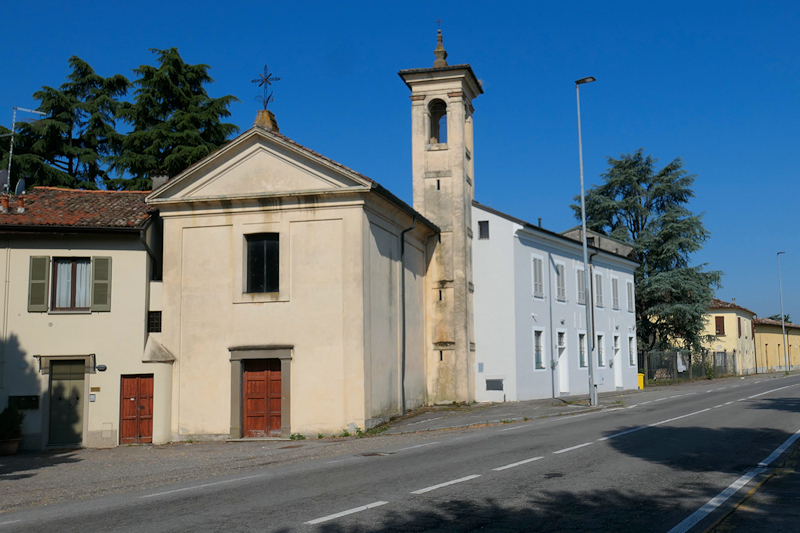
L'oratorio di San Bartolomeo apostolo (o Chiesuolo).
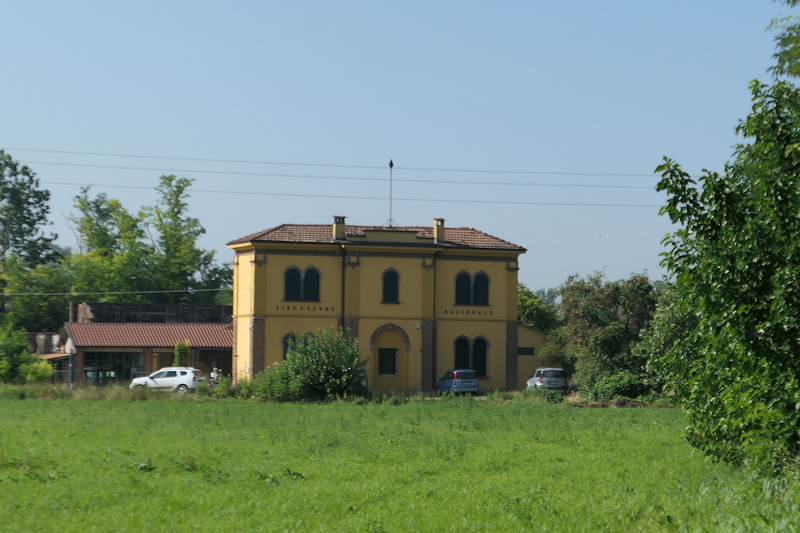
Il poligono di tiro.
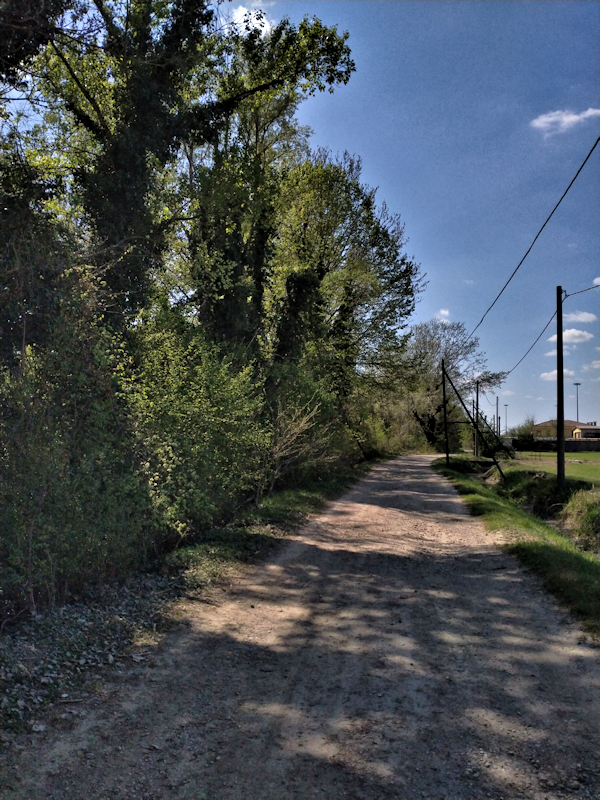
Scorcio del bosco di Cà delle Mosche.
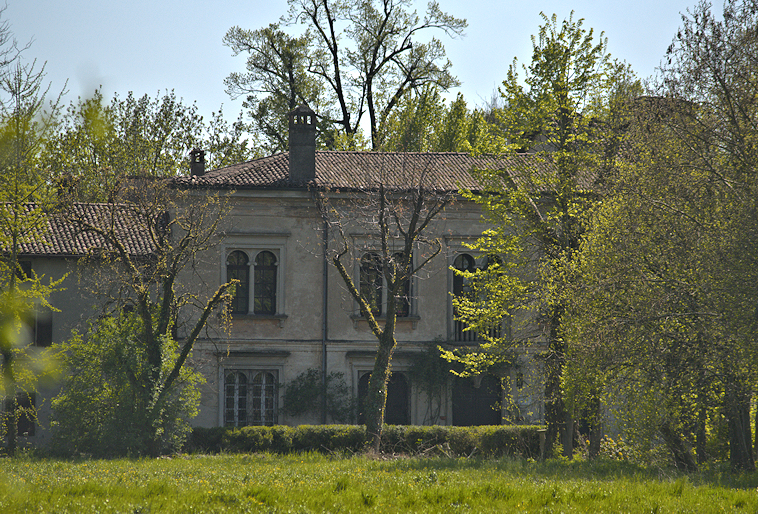
Villa Giordana, abitazione padronale della cascina Cà delle Mosche.